# Hiantopora ferox
Hiantopora ferox is een mosdiertjessoort uit de familie van de Hiantoporidae. De wetenschappelijke naam van de soort is, als Lepralia ferox, voor het eerst geldig gepubliceerd in 1869 door MacGillivray.